# Soft Samba
Soft Samba è un album di Gary McFarland, pubblicato dalla casa discografica Verve Records nel febbraio del 1965.

## Tracce

### LP
Lato A
1. Ringo, Won't You Marry Me – 1:45 (Linda Laurie, Jerry Mack) – Registrato il 7 ottobre 1964
2. From Russia with Love – 2:32 (musica: Lionel Bart) – Registrato il 16 giugno 1964
3. She Loves You – 2:12 (John Lennon, Paul McCartney) – Registrato il 15 giugno 1964
4. A Hard Day's Night – 3:00 (John Lennon, Paul McCartney) – Registrato il 7 ottobre 1964
5. The Good Life – 2:03 (testo: Jack Reardon – musica: Sacha Distel) – Registrato il 3 settembre 1964
6. More (from Motion Picture "Mondo Cane") – 2:15 (musica: Riz Ortolani, Nino Oliviero) – Registrato il 7 ottobre 1964

Lato B
1. And I Love Her – 3:52 (John Lennon, Paul McCartney) – Registrato il 3 settembre 1964
2. Theme from "The Love Goddess" – 1:55 (testo: Mack David – musica: Percy Faith) – Registrato il 7 ottobre 1964
3. I Want to Hold Your Hand – 3:11 (John Lennon, Paul McCartney) – Registrato il 16 giugno 1964
4. Emily (from "The Americanization of Emily") – 1:45 (testo: Johnny Mercer – musica: Johnny Mandel) – Registrato il 7 ottobre 1964
5. California, Here I Come – 2:01 (Buddy DeSylva, Al Jolson, Joseph Meyer) – Registrato il 15 giugno 1964
6. La Vie en rose – 2:02 (testo: Édith Piaf, adattamento testo in inglese di Mack David – musica: Louiguy (Louis Guglielmi)) – Registrato il 15 giugno 1964

## Musicisti
- Gary McFarland – vibrafono, arrangiamenti, leader
- Jimmy Cleveland – trombone
- Seldon Powell o Spencer Sinatra – flauto
- Antônio Carlos Jobim o Kenny Burrell – chitarra
- Patty Bowen – pianoforte
- Richard Davis – contrabbasso
- Sol Gubin con Willie Bobo o Arnie Wise – percussioni

Note aggiuntive
- Creed Taylor – produttore
- Registrazioni effettuate il 15 e 16 giugno, 3 settembre e 7 ottobre 1964 al Van Gelder Studio di Englewood Cliffs, New Jersey (Stati Uniti)
- Rudy Van Gelder – ingegnere delle registrazioni
- Val Valentin – direttore ingegneria di registrazione
- Lester Bookbinder – foto copertina album originale
- Michael J. Malatak – design copertina album originale
- Wally King – note retrocopertina album originale [3]